# روم بيزنطيون
الروم البزنطيون أو اليونانيون البيزنطيون هم الرومان الشرقيون الناطقون باليونانية والمسيحيون الأرثوذكس في العصور القديمة المتأخرة والعصور الوسطى. كان الروم السكان الرئيسيين لأراضي الإمبراطورية البيزنطية (الإمبراطورية الرومانية الشرقية)؛ القسطنطينية، وآسيا الصغرى (تركيا الحديثة)، والجزر اليونانية، وقبرص وأجزاء من جنوب البلقان، وشكلوا أقليات كبيرة في المراكز الحضرية الساحلية في المشرق وشمال مصر. طوال تاريخهم، عرّف اليونانيون البيزنطيون أنفسهم على أنهم رومان (باليونانية: Ῥωμαῖοι)‏، ولكن يشار إليها باسم الروم أو اليونانيين البيزنطيين في التأريخ الحديث. عرفهم المتحدثون باللاتينية ببساطة بأنهم يونانيون أو بمصطلح Romei.
كانت البنية الاجتماعية للروم مدعومة بوجه أساسي من قبل قاعدة زراعية ريفية تتكون من الفلاحين وجزء صغير من الفقراء. عاش هؤلاء الفلاحون في ثلاثة أنواع من المستوطنات: القرية، الضاحية أو النجع، والملكية أو الحوزة. نُسبت العديد من الاضطرابات المدنية التي حدثت في عهد الإمبراطورية البيزنطية إلى الفصائل السياسية داخل الإمبراطورية وليس إلى هذه القاعدة الشعبية الكبيرة. جُنّد الفلاحون البيزنطيون في الجيش ودُرّبوا على أساس سنوي. مع دخول الإمبراطورية البيزنطية القرن الحادي عشر، كان الكثير من الجنود داخل الجيش إما رجالًا محترفين أو مرتزقة.
حتى القرن الثالث عشر، كان التعليم بين السكان اليونانيين البيزنطيين أكثر تقدمًا منه في الغرب، لا سيما على مستوى المدارس الابتدائية، مما أدى إلى ارتفاع معدلات معرفة القراءة والكتابة نسبيًا. جاء النجاح بسهولة إلى التجار اليونانيين البيزنطيين، الذين تمتعوا بمكانة قوية جدًا في التجارة الدولية. على الرغم من التحديات التي شكلها التجار الإيطاليون المتنافسون، فقد صمدوا طوال النصف الأخير من وجود الإمبراطورية البيزنطية. كما احتل رجال الدين مكانة خاصة، ليس فقط في امتلاكهم حرية أكبر من نظرائهم الغربيين، ولكن أيضًا في الحفاظ على بطريرك في القسطنطينية الذي كان يعتبر معادلاً للبابا. في عهد الإمبراطور قسطنطين العظيم كان حوالي 10٪ فقط من السكان مسيحيين.
كان استخدام اللغة اليونانية منتشرًا بالفعل في الأجزاء الشرقية من الإمبراطورية الرومانية عندما نقل قسطنطين عاصمة الدولة إلى القسطنطينية، مع أن اللاتينية كانت لغة الإدارة الإمبراطورية. منذ عهد الإمبراطور هرقل (حكم 610-641)، كانت اليونانية هي اللغة السائدة بين السكان واستُبدلت أيضًا باللاتينية في الإدارة. في البداية، كان للإمبراطورية البيزنطية طابع متعدد الأعراق، ولكن بعد خسارة المقاطعات التي لا يتحدث سكانها اليونانية نتيجة الفتوحات الإسلامية في القرن السابع، أصبح سكان الإمبراطورية فقط من الروم البيزنطيين، الذين سكنوا قلب الإمبراطورية: قبرص واليونان وتركيا وصقلية وأجزاء من جنوب بلغاريا وشبه جزيرة القرم وألبانيا. بمرور الوقت تدهورت العلاقة بينهم وبين الغرب، ولا سيما مع أوروبا اللاتينية.
تضررت العلاقات بشكل أكبر بسبب الانقسام بين الغرب الكاثوليكي والشرق الأرثوذكسي الذي أدى إلى وصف الروم البيزنطيين بالزنادقة في الغرب. خلال القرون اللاحقة للإمبراطورية البيزنطية وخاصة بعد التتويج الإمبراطوري لملك الفرنجة شارلمان (حكم 768-814) في روما عام 800، لم يعتبر الأوروبيون الغربيون البيزنطيين ورثة للإمبراطورية الرومانية بل اعتبروا أنهم كانوا جزءًا من مملكة يونانية شرقية.
مع انحدار الإمبراطورية البيزنطية، أصبح البيزنطيون وأراضيهم تحت السيطرة الأجنبية، ومعظمها تحت الحكم العثماني. احتفظ اليونانيون والعثمانيون بتسمية «روم» للرعايا الأرثوذكس الناطقين باليونانية وتسمية الملة الرومية لجميع السكان الأرثوذكس الشرقيين.

## التسمية
خلال معظم العصور الوسطى، عرَّف الروم البيزنطيون عن أنفسهم باسم الرومان، أي مواطنو الإمبراطورية الرومانية)، وهو مصطلح أصبح مرادفًا لليونانيين المسيحيين في اللغة اليونانية. استُخدم المصطلح اللاتيني Graikoí (Γραικοί، اليونانيون) أيضًا، على الرغم من أن استخدامه كان أقل شيوعًا وغير موجود في المراسلات السياسية البيزنطية الرسمية، قبل الحملة الصليبية الرابعة عام 1204. في حين أن هذا المصطلح اللاتيني للهيلينيين القدماء يمكن استخدامه بشكل محايد، فإن استخدامه من قبل الغربيين من القرن التاسع فصاعدًا من أجل تحدي المطالبات البيزنطية بالتراث الروماني القديم جعله اسمًا أجنبيًا مهينًا للبيزنطيين الذين بالكاد استخدموه، في الغالب في سياقات تتعلق بالغرب، مثل النصوص المتعلقة بمجلس فلورنسا لعرض وجهة النظر الغربية. كان الاسم القديم الهيلينيين مرادفًا لكلمة وثنية في الاستخدام الشائع، ولكن بُعثت الحياة فيه كاسم إثني في الفترة البيزنطية الوسطى (القرن الحادي عشر).
بينما في الغرب اكتسب مصطلح روماني معنى جديدًا فيما يتعلق بالكنيسة الكاثوليكية وأسقف روما، ظل الشكل اليوناني رومانيوي مرتبطًا برومانيي الإمبراطورية الرومانية الشرقية. مصطلح الروم البيزنطيون هو اسم أجنبي طبق من قبل المؤرخين اللاحقين مثل هيرونيموس وولف. واصل المواطنون البيزنطيون تسمية أنفسهم بالرومان بلغتهم. على الرغم من التحول في المصطلحات في الغرب، استمر الجيران الشرقيون للإمبراطورية البيزنطية، مثل العرب، في الإشارة إلى البيزنطيين باسم الرومان، على سبيل المثال في سورة الروم في القرآن. استُخدمت دلالة الأمة الرومانية أيضًا من قبل المنافسين العثمانيين في وقت لاحق، ولا تزال الحكومة التركية تستخدم رسميًا للإشارة إلى الروم الأرثوذكس أي السكان الأصليون لإسطنبول، وكذلك البطريركية المسكونية للقسطنطينية (بطريركية الروم الأرثوذكس).
بين السكان السلافيين في جنوب شرق أوروبا، مثل البلغار والصرب، تُرجم الاسم (الروماني) في لغاتهم بشكل شائع باسم "Greki" (اليونانيون). كما استخدمت بعض النصوص السلافية خلال أوائل العصور الوسطى المصطلحات ريملجاني أو رومي. في المصادر البلغارية في العصور الوسطى، كان الأباطرة البيزنطيون هم قياصرة الروم وكانت الإمبراطورية البيزنطية تُعرف باسم قيصرية الروم. كان كل من حكام إبيروس وإمبراطورية نيقية أيضًا يُعرفون بقياصرة يونانيين يحكمون الشعب اليوناني.
وبالمثل، بين سكان الشمال مثل الأيسلنديين والفارانجيين (الفايكنج) وغيرهم من الشعوب الاسكندنافية، كان يطلق على الرومان اسم Grikkr (اليونانيون). هناك العديد من النقوش الرونية التي تركت في النرويج والسويد وحتى في أثينا من قبل المسافرين وأعضاء الحرس الفارانج مثل الشواهد اليونانية والأسود البيروسية والتي نلتقي بها مع مصطلحات Grikkland (اليونان) وGrikkr التي تشير إلى مشاريعهم في الإمبراطورية البيزنطية والتفاعل مع البيزنطيين.

## المجتمع
في حين أن الحراك الاجتماعي لم يكن معروفًا في بيزنطة، كان يُنظر إلى ترتيب المجتمع على أنه أكثر ديمومة، إذ يعتبر الرجل العادي أن محكمة السماء هي النموذج الأصلي للمحكمة الإمبراطورية في القسطنطينية. شمل هذا المجتمع طبقات مختلفة من الناس لم تكن حصرية ولا ثابتة. وكان أكثر ما يميزه هو الفقراء والفلاحون والجنود والمعلمون ورجال الأعمال ورجال الدين.

### الفقراء
وفقًا لنص يعود إلى عام 533 ميلادي، يُطلق على الرجل لقب «فقير» إذا لم يكن لديه 50 قطعة نقدية ذهبية، وهو مبلغ متواضع وإن لم يكن ضئيلًا. كان البيزنطيون ورثة المفاهيم اليونانية للجمعيات الخيرية من أجل البوليس. مع ذلك، كانت المفاهيم المسيحية التي يشهدها الكتاب المقدس هي التي حركت عاداتهم في العطاء، وعلى وجه التحديد أمثلة باسيليوس القيصري (وهو المعادل اليوناني لسانتا كلوز)، وغريغوريوس أسقف نيصص، ويوحنا ذهبي الفم. تذبذب عدد الفقراء في القرون العديدة لوجود بيزنطة، لكنهم قدموا إمدادًا ثابتًا من القوة العضلية لمشاريع البناء والعمل الريفي. يبدو أن أعدادهم زادت في أواخر القرن الرابع وأوائل القرن الخامس إذ دفعت الغارات البربرية والرغبة في تجنب الضرائب سكان الريف إلى المدن.
منذ زمن هوميروس، كانت هناك عدة فئات من الفقر: كان بوتشوس (فقير خامل) أقل من البينيس (فقير نشط). لقد شكلوا غالبية العامّة القسطنطينيين ذوي السمعة السيئة الذين كانت وظيفتهم مماثلة للعامّة في روما الأولى. ومع ذلك، في حين أن هناك حالات من أعمال الشغب المنسوبة للفقراء، فإن غالبية الاضطرابات المدنية كانت تُعزى على وجه التحديد إلى الفصائل المختلفة في ميدان سباق الخيل مثل الخضر والزرق. شكل الفقراء نسبة لا تذكر من السكان، لكنهم أثروا على المجتمع المسيحي في بيزنطة لإنشاء شبكة كبيرة من المستشفيات والدور، ونموذج ديني واجتماعي يبرره إلى حد كبير وجود الفقراء وولدت من التحول المسيحي للمجتمع الكلاسيكي.

### الفلاحون
اعتمدت الدولة والمجتمع البيزنطيون على النظام الهلنستي للمسؤولية الضريبية المشتركة بسبب سهولة التعامل والإيرادات السريعة والبسيطة للدولة من مختلف البلدات والقرى، تتكون كوماي في الغالب من الفلاحين الذين كانوا المصدر الرئيسي. لا توجد أرقام موثوقة لأعداد الفلاحين، ومع ذلك فمن المفترض على نطاق واسع أن الغالبية العظمى من البيزنطيين اليونانيين عاشوا في المناطق الريفية والزراعية. في تاكيتكا للإمبراطور ليو السادس الحكيم (حكم 886-912)، المهنتان المحددتان على أنهما العمود الفقري للدولة هما الفلاحون والجنود.
عاش الفلاحون في الغالب في القرى، التي تغير اسمها ببطء من الكومي الكلاسيكي إلى الكوريو الحديث. في حين أن الزراعة والرعي كانت المهنة السائدة للقرويين لم يكونوا الوحيدين. توجد سجلات لمدينة لامبساكوس الصغيرة الواقعة على الشاطئ الشرقي للدردنيل، والتي من بين 173 أسرة تصنف 113 على أنها فلاحة و 60 أسرة حضرية، ما يشير إلى أنواع أخرى من الأنشطة المساعدة. تميّز الأطروحة حول الضرائب، المحفوظة في مكتبة مارسيانا في البندقية، بين ثلاثة أنواع من المستوطنات الريفية، الكوريو أو القرية، وأرغيديون أو القرية الصغيرة، وبروستيون أو العزبة. وفقًا لمسح القرن الرابع عشر لقرية أفيتوس، التي تبرعوا بها لدير شيلاندار، فإن متوسط حجم الأرض هو فقط 0.08 هكتار. الضرائب المفروضة على سكان الريف تشمل كابنيكون أو ضريبة الموقد، وسينون أو الدفع النقدي المرتبط كثيرًا بكابنيكون، أو إينومنيون أو ضريبة المراعي، وإيرنيكون (وتعني الهواء) والتي تعتمد على سكان القرية وتتراوح ما بين 4 و 20 قطعة نقدية ذهبية سنويًا.
كان نظامهم الغذائي يتألف بشكل أساسي من الحبوب والبقول، وفي مجتمعات الصيد كانت اللحوم تُستبدل عادة بالأسماك. كان الخبز والنبيذ والزيتون من العناصر الأساسية المهمة في النظام الغذائي البيزنطي إذ تناول الجنود في الحملة خبزًا مزدوجًا وخبزًا مجففًا. كما في العصور القديمة والحديثة، كانت الزراعة الأكثر شيوعًا في كورافيا وهي بساتين الزيتون وكروم العنب. بينما وجد ليوتبراند من كريمونا، وهو زائر من إيطاليا، النبيذ اليوناني مزعجًا لأنه غالبًا ما كان يُنكه بالراتسينا كان معظم الغربيين الآخرين معجبين بالنبيذ اليوناني، وكريتان على وجه الخصوص مشهورة.
بينما كان كل من الصيد وصيد الأسماك شائعًا، كان الفلاحون يصطادون في الغالب لحماية قطعانهم ومحاصيلهم. كانت تربية النحل متطورة للغاية في بيزنطة كما كانت في اليونان القديمة. بصرف النظر عن الزراعة، عمل الفلاحون أيضًا في الحرف، وتذكر قوائم الجرد المالية الحدادين، والخياطين، والإسكافيين.